# 抽象表現主義
抽象表現主義（英語：Abstract Expressionism）或稱紐約畫派。是第二次世界大戰以后之後盛行二十年、以紐約為中心的藝術運動，是受世界矚目的美國藝術，一般被认為是一種透過形狀和顏色以主觀方式來表達，而非直接描繪自然世界的藝術。

## 原理
不以描繪具象為目標，通過點、線、面、色彩、形體、構圖來傳達各種情緒，激發想像，啟迪人們的思維。（與表現主義、歐洲抽象圖騰的藝術學校如包豪斯、未來派或立體主義等都有呼應）。

## 抽象表現
抽象表現一詞原為德國評論家霍洛吉（Oswald Herzog）於1919年評論康定斯基的繪畫。表達藝術的情感強度，具有自我表徵等具有反叛的、無秩序的、超脫於虛無以及逃避現實的特性，也有表達對未來憧憬的作品。
1944年，美國批評家詹尼斯以此稱二次世界大戰和戰後崛起於美國的抽象畫家。是第一個由美國興起的藝術運動。
1943至1944年，紐約的畫廊、美術館等相繼舉行美國抽象藝術家畫展，美國抽象表現主義活躍，開始脫離歐洲走向自身的開創前衛藝術。

## 代表人物
- 弗兰克·斯特拉（Frank Stella）
- 杰克逊·波洛克（Jackson Pollock）
- 威廉·德·库宁（Willem de Kooning）
- 阿希尔·戈尔基（Arshile Gorky）
- 罗伯特·马瑟韦尔（Robert Motherwell）
- 阿道夫·戈特利布（Adolph Gottlieb）
- 威廉·巴齐奥茨（William Baziotes）
- 马克·罗斯科（Mark Rothko）
- 克利福德·斯蒂尔（Clyfford Still）
- 菲利普·加斯顿（Philip Guston）
- 弗朗兹·克兰（Franz Kline）
- 皮特·蒙德里安（Piet Cornelies Mondrian）
- 费尔南多·索韦尔（Fernando Zóbel）
- 郝拉尔多·鲁埃达（Gerardo Rueda）